# Cheiloneurus albinotatus
Cheiloneurus albinotatus är en stekelart som beskrevs av De Santis 1964. Cheiloneurus albinotatus ingår i släktet Cheiloneurus och familjen sköldlussteklar. Inga underarter finns listade i Catalogue of Life.